# Ісаєнко Олег Ігорович
Олег Ігорович Ісаєнко (рос. Олег Игоревич Исаенко, нар. 31 січня 2000, Калінінград, Росія) — російський футболіст, фланговий захисник клубу «Краснодар».

## Ігрова кар'єра
Олег Ісаєнко народився у місті Калінінград. З 2016 року футболіст приєднався до футбольної школи клубу «Краснодар».
З 2018 року Ісаєнко почав виступати за дублюючий склад клубу «Краснодар-2» та «Краснодар-2». У квітні 2022 року у матчі проти казанського «Рубіна» Ісаєнко дебютував у турнірі РПЛ.